# 양허
양허(양하, 중국어: 洋河, 병음: Yáng hé, 표준어: 양허강)는 중화인민공화국을 흐르는 하천의 하나로 하이허 수계에 속한다. 베이징 시 서부로부터 톈진시를 흐르는 융딩허의 주요 지류이다.
원류의 둥양허(東洋河)는 내몽골 자치구의 동남쪽 구석에 있는 싱허현에서 출발해 허베이성 북부의 장자커우 시 화이안현 부근에서 산시성으로부터 흘러 오는 난양허(南洋河) 및 시양허(西洋河)와 합류한다. 여기에서부터 양허로 불리게 되며 장자커우 시를 동남쪽으로 흘러 화이라이현의 주관툰에서 쌍첸허와 합류해 융딩허를 형성한다. 길이는 118km, 유역 면적은 15,500km2이다.
둥양허에는 유이 댐이 있다. 주요 지류로는 난양허·시양허 외에 장자커우의 시가지를 남북으로 가로지르는 칭수이허(길이 109km) 등이 있다.